# Stefan Uroš V
Stefan Uroš V, (ou Étienne Ouroche en français - en serbe cyrillique Стефан Урош V нејаки/Stefan Uroš V Nejaki) né vers 1336, mort le 4 décembre 1371, est le fils et le successeur de l'empereur Stefan Uroš IV Dušan, souverain serbe de la dynastie des Nemanjić dont il est le dernier représentant direct.
Sous son règne, l'empire serbe se délite, disparaissant après sa mort. On le surnommait Uroš « Le Faible » (Nejaki).

## Jeunesse
L'empereur Stefan Uroš IV Dušan épousa la princesse bulgare Jelena en 1332. De ce mariage, Uroš V naquit comme seul héritier en 1336 ou 1337. Le jeune Uroš V avait environ 10 ans lorsque son père se couronna empereur à Pâques, le 16 avril 1346, et lors du même concile de Skopje, le patriarche Ioannikije couronna également Stefan Uroš V comme roi. Cependant, il est difficile d'imaginer. Il était trop jeune, bien avant les 15 ans requis, pour pouvoir quitter la cour de l'empereur avec ses conseillers et courtisans pour acquérir les compétences de gestion d'un territoire et se former à gouverner. Cela ne put se produire qu'après 1350. À partir de 1351, Stefan Uroš V, en tant que roi de Serbie, avec ses conseillers et courtisans, put gérer une partie de l'État des Nemanjić jusqu'à la mort de son père le 20 décembre 1355.

## Un souverain «faible»
Il est le fils unique de Dušan, et est couronné « roi des Serbes » en 1346, après que son père eut pris le titre d'empereur. Il devient lui-même empereur à la mort de son père en 1355 à l'âge de 19 ans. Manquant d'autorité et peut-être faible d'esprit, il ne peut s'opposer à l'affaiblissement du pouvoir central en Serbie et aux manifestations d'indépendance des grands nobles sur lesquels il ne conserve qu'une suzeraineté nominale.

## L’incursion Hongroise
Le roi de Hongrie Louis Ier décide d'attaquer avec la Serbie. Il est certainement informé des difficultés d'Uroš dans les régions du sud de l'Empire et des meilleures perspectives de reprise de la lutte que celles de 1355 où il avait échoué. Le roi Louis Ier (roi de Hongrie) envisage une attaque contre les Serbes dans un style plus large : depuis la terre et la mer. Il veut utiliser la flotte dalmate pour supprimer les Serbes de la côte. Comme les Serbes n'ont pas de flotte et que les Vénitiens n'étaient pas autorisés à les aider, il semble à première vue que leur suppression serait assez facile. Cependant, la partie hongroise n’a pas suffisamment pris en compte le fait que tout l’arrière-pays des villes côtières au sud de Dubrovnik est aux mains des Serbes.
Le casus Beli de l'attaque terrestre est donnée aux Hongrois par le combat entre deux nobles serbes dans le nord de la Serbie, dont les noms sont inconnus. Lorsqu'il est opprimé par son adversaire, l'un d'eux, ne pouvant obtenir l'aide d'Uroš, se tourne vers les Hongrois et provoque ainsi leur médiation. En mai 1359. une grande armée hongroise entre en Serbie. Vaincus lors d'une bataille majeure, les Serbes se retirent dans leurs montagnes, emportant tout ce qu'ils peuvent et emmenant avec eux leur bétail. Les Hongrois pénétrent en Serbie "à huit jours de marche" de leurs lignes du Danube et de la Save (Danube), mais probablement pas plus loin que les monts Rudnik ou la Morava occidentale. Ils ne veulent pas s'aventurer dans les montagnes serbes difficiles à franchir, même lorsque le roi Louis Ier (roi de Hongrie) lui-même arrive en été avec de nouvelles troupes. La résistance serbe des zones forestières, avec de nombreuses collines et criques, les empêchent de faire des pénétrations rapides et audacieuses à l'intérieur, il sait que les terres montagneuse sont imprenables aux seigneurs serbes. C'est pourquoi toute la campagne se termine avec relativement peu de succès, le roi Louis Ier (roi de Hongrie) a comme seul gain incontestable la sécurité des possessions de Mačva et de Belgrade (à l'époque un petit bourg). La frontière serbe rest" sans aucun doute au nord de Rudnik.
Cet événement montre à toute l'Europe et aux seigneurs serbes la faiblesse de Uros.

## Le démembrement de l'empire serbe
Uroš V, qui a aussi hérité le titre d'empereur de son père n'a jamais été capable de défendre son empire, que ce soit des attaques de l'étranger ou des menaces intérieures. Dès 1356, il entre en conflit avec Simeon Nemanjić, le demi-frère de Dušan. La noblesse et l'église sont pourtant du côté d'Uroš V, malgré cela, il ne peut récupérer les domaines dans lesquels  Simeon se proclame indépendant: Simeon tenait toute la Serbie du sud, l'Épire et la Thessalie, Uroš réussissant à sauvegarder la région de Skopje et la Dubrovčana, grâce à l'aide de sa mère Hélène, installée dans la région de Serrès mais dont le frère Jovan Asen, seigneur de Kanin et de Valona dans le sud de l'Albanie, affirme son autonomie comme à partir de 1360, le seigneur serbe Radoslav Hlapen seigneur de Ber et de Voden.
Uroš V est d'abord soutenu par Vojislav Vojinović; à la mort de celui-ci en 1363, il se tourne vers Vukašin Mrnjavčević qui acquiert de plus en plus d'importance. En août/septembre 1365, Vukašin est couronné cosouverain  des Serbes, puis son fils Marko « jeune roi » alors que Jovan Uglješa successeur de sa mère comme seigneur de Serrès et frère de Vukašin reçoit le titre de « Despote ». Vukašin Jovan Uglješa  sont cependant tués le 26 septembre 1371 à la bataille de la Maritza.
Quelques mois plus tard le 4 décembre 1371
,meurt dernier empereur de Serbie et ultime représentant des Nemanjić, car il n'a jamais eu d'enfant de son épouse Anca, fille du prince de Valachie Nicolae Ier Alexandru.

### Sources
- Dušan T. Bataković, Histoire du peuple serbe, éditions L'age d'homme  (ISBN 282511958X)
- Georges Castellan, Histoire des Balkans, XIVe – XXe siècle, éditions Fayard  (ISBN 2213605262)
- Donald MacGillivray Nicol, Les Derniers siècles de Byzance, 1261-1453, éditions les Belles Lettres  (ISBN 2251380744)